# Гала (сорт)
Вижте пояснителната страница за други значения на Гала.
Гала (Gala) е сорт червени ябълки, получени при кръстосване на сортовете Кийдс Ориндж Ред и Златна превъзходна. Тази разновидност е създадена през 1920 г. в Нова Зеландия и днес е една от най-често произвежданите. Плодовете на Гала са по-скоро малки, червеникаво-оранжеви, често се забелязват вертикални линии по тях, устойчиви са на удари, на вкус имат съвсем лека кисела жилка. Сортът има многобройни мутации, една от които е Royal Gala.